# ポール・バーグ
ポール・バーグ（Paul Berg, 1926年6月30日 - 2023年2月15日）は、アメリカ合衆国の生化学者で、スタンフォード大学名誉教授。
1980年度のノーベル化学賞を、フレデリック・サンガー、ウォルター・ギルバートのチームとともに受賞した。この3人は、核酸の初期の研究に多大な貢献をしたことで知られている。

## 生涯
ニューヨークブルックリンに東欧系ユダヤ人移民の家庭に生まれる。1943年にアブラハム・リンカーン高校を卒業した後、ペンシルベニア州立大学で生化学を専攻し1948年に卒業、1952年にケース・ウェスタン・リザーブ大学大学院から博士号を得た。
大学院時代には、代謝中間体を研究するのに放射性同位体を用いた実験を行った。炭素や窒素の同位体を用いた実験によって、食物がどのような過程を経て細胞構成物になるのかを明らかにした。彼の博士論文のテーマは、ギ酸、ホルムアルデヒド、メタノールを、完全に還元された状態であるメチル基としてメチオニンに変換する研究だった。彼はまた、葉酸やビタミンB12の補酵素が機能を持っていることを最初に証明した1人でもあった。1955年からセントルイス・ワシントン大学医学部のアーサー・コーンバーグの下でポスドク研究を行い、1959年にはスタンフォード大学の生化学の教授に任命された。
彼は1972年にSV40ウイルスのDNAを用いてin-vitroのDNA組み換えに成功したが、科学界に不安を与えたため、1975年に開催されたアシロマ会議の主催者の1人となった。この会議の前には、リスクを評価できるようになるまで組み替えDNAの研究を自主的に自粛するように要請されていたが、この会議で潜在的な危険性の評価とバイオテクノロジー研究のガイドラインの作成がなされた。これは予防原則がうまく働いた初期の例といえる。
組み換えDNAやHIV-1ウイルスの研究を行っていたが、2023年2月15日に死去。96歳没。

## 受賞歴
- 1959年 イーライリリー生物化学賞
- 1980年 ガードナー国際賞、アルバート・ラスカー基礎医学研究賞、ノーベル化学賞
- 1983年 アメリカ国家科学賞
- 2008年 アメリカ化学者協会ゴールドメダル